# Мудерсхаузен
Мудерсхаузен (нем. Mudershausen) — община в Германии, в земле Рейнланд-Пфальц. 
Входит в состав района Рейн-Лан. Подчиняется управлению Ханстеттен.  Население составляет 439 человек (на 31 декабря 2010 года). Занимает площадь 4,72 км².

## Достопримечательности
- Замок Холенфельс